# 宝塚クリエイティブアーツ
株式会社宝塚クリエイティブアーツ（英: TAKARAZUKA Creative Arts Co., Ltd.）は、兵庫県宝塚市に所在する映像制作会社、衛星基幹放送事業者。
阪急電鉄の完全子会社で阪急阪神ホールディングスの連結子会社（完全孫会社）にあたる。

## 概要
1974年10月設立。阪急電鉄創遊事業本部が運営する宝塚歌劇団における劇場公演の公式映像を製作し、それをテレビ放送局（関西テレビ放送=過去、日本放送協会（NHK BSプレミアム。過去にBS2・BShi）、WOWOW、TAKARAZUKA SKY STAGE）に配給したり、ビデオグラム化（DVD、ブルーレイ）して発売・販売したりしている。テレビCM関連では、宝塚歌劇団における公演宣伝の制作を阪急電鉄から受託する形で行なわれている。
また総務部オーケストラ室（宝塚歌劇団オーケストラ）が宝塚歌劇団の公演における演奏を担当する。使用される楽曲のオリジナルサウンドトラックを初め、団員が歌唱した楽曲を収録したCDの製作・販売、スカパー!（旧・スカパー!e2）・ケーブルテレビ向け番組「TAKARAZUKA SKY STAGE」の管理・運営（2011年4月1日、阪急電鉄より委託放送事業者（現・衛星基幹放送事業者）を承継）、インターネット動画・音声配信サービス「タカラヅカ・オン・デマンド」、宝塚歌劇団公式関連グッズの製作・販売などを手がけている。
2014年、事業再編のため阪急コミュニケーションズが清算された際、宝塚歌劇団の機関雑誌 『歌劇』 『宝塚GRAPH』 『宝塚おとめ』 等の出版事業を引き継いだ。

## 関連会社
- 梅田芸術劇場

かつての梅田コマ劇場。宝塚歌劇団の公演が定期的に行われるほか、主にタカラジェンヌOGの卒業後のタレント活動のマネジメントも担当している